# Alvaldi (Mond)
Alvaldi (auch Saturn LXV) ist einer der kleineren äußeren Monde des Planeten Saturn.

## Entdeckung und Benennung
Alvaldi wurde durch die Astronomen Scott Sheppard und David Jewitt (University of California) sowie Jan Kleyna (University of Hawaiʻi) auf Aufnahmen entdeckt, die vom 12. Dezember 2004 bis zum 22. März 2007 mit dem 8,2-m-Subaru-Teleskop am Mauna-Kea-Observatorium angefertigt wurden. Aus diesem Zeitraum konnten 19 weitere Saturnmonde nachgewiesen werden; die Entdeckung wurde am 8. Oktober 2019 bekannt gegeben. Als Entdeckungsdatum gilt der Tag der ersten Aufnahme, also der 12. Dezember 2004. Demzufolge erhielt der Mond die vorläufige Bezeichnung S/2004 S 35. Am 10. August 2021 erhielt der Mond die endgültige Nummer LXV.
Das Carnegie Institution for Science rief mit der Bekanntgabe der Entdeckung die Öffentlichkeit dazu auf, bis zum 6. Dezember 2019 Namensvorschläge für die insgesamt 20 neuentdeckten Monde einzusenden. Es sollten entsprechend der Gruppenzugehörigkeit der Monde Namen von Riesen aus der gallischen, der nordischen oder der Inuit-Mythologie sein.
Am 24. August 2022 wurde der Mond durch das Minor Planet Center nach dem Riesen Ölvaldi aus der Nordischen Mythologie benannt. Er ist Vater von Thiazi, Gangr und Iði, sowie Großvater Skadis. Laut der Skáldskaparmál besaß Ölvaldi viel Gold. Als er starb, teilten seine drei Söhne den Reichtum des Vaters untereinander auf. Als Maßeinheit entschieden sie sich für ihre eigenen Münder. Jeder nahm einen Mund voll Gold, bis auch der letzte Rest aufgeteilt war.
Der ganze Beobachtungszeitraum von Alvaldi erstreckt sich vom 12. Dezember 2004 bis zum 1. Februar 2006; es liegen insgesamt 14 Beobachtungen über einen Zeitraum von zwei Jahren vor.

## Bahneigenschaften
Alvaldi umkreist Saturn in 158 Tagen auf einer elliptischen, retrograden Umlaufbahn zwischen 18.295.443 km und 26.529.075 km Abstand zu dessen Zentrum. Die Bahnexzentrizität beträgt 0,184, die Bahn ist 176,7° gegenüber dem Äquator von Saturn geneigt.
Der Mond ist Bestandteil der sogenannten Nordischen Gruppe von Saturnmonden, die den Planeten mit Bahnneigungen zwischen 145,2° und 177,5° und Bahnexzentrizitäten zwischen 0,130 und 0,580 retrograd umrunden.

## Physikalische Eigenschaften
Alvaldi besitzt einen Durchmesser von etwa 4 km. Die absolute Helligkeit des Mondes beträgt 15,5 m.